# Omagh Town F.C.
Omagh Town F. C. – irlandzki klub piłkarski z siedzibą w mieście Omagh, County Tyrone. Założony w 1962, klub grał w NIFL Premiership od 1990 do 2005. Omagh Town został rozwiązany 7 czerwca 2005, przyczyną były problemy finansowe.

## Historia
Omagh Town Football and Athletic Club został założony w sierpniu 1962 roku przez Ainesa McGeehana, który chciał założyć drużynę dla młodych graczy z okolic Derry Road w mieście Omagh. Drużyna została nazwana Omagh Celtic Football Club i występowała w bordowych koszulkach z niebieskimi spodenkami. Drużyna (zarówno katolicka, jak i protestancka) grała na Quarry Field Mullaghmena w Omagh.
W 1969 klub zmienił nazwę na Omagh Town Football and Athletic Club, a także zmienił miejsce zamieszkania na Military Holm na trzy lata, po czym przeniósł się do The Showgrounds. Po 1974 strój również się zmienił, tym razem na białe koszule i czarne spodenki. Ta kombinacja zmieniła się jeszcze kilka razy, zanim klub ostatecznie zdecydował się na kombinację czerwieni, czerni i bieli.
W 1990 roku Omagh Town przeniosło się do St Julian's Road. Omagh wydzierżawił ziemię i wybudował stadion piłkarski. Stadion posiadał boisko z trawy naturalnej o pojemności 5000 widzów, z 30 miejscami VIP, 250 zadaszonych miejsc siedzących, 3220 zadaszonych stojących i 1500 odkrytych stojących.
Kibice Omagh Town nazwali klub „The Town”. Klub posiadał także sekcję rzutek, kobiecą piłkę nożną i sekcję bilarda. W sumie klub liczył około 470 osób, z czego 180 to grupy młodzieżowe. Główna rywalizacja Omagh Town toczyła się z Coleraine, a także z Glentoran.
Klub po raz pierwszy zagrał w Irish Football League w sezonie 1990/91 i pozostawał w najwyższej klasie rozgrywkowej przez następne pięć lat. W sezonie 1994/95 nastąpiła zmiana składu ligi, w wyniku której zmniejszono liczbę drużyn w najwyższej klasie rozgrywkowej do 8. Spowodowało to spadek Omagh, które na koniec sezonu zajęło 9. miejsce w tabeli. Pod uwagę brane były wyniki i punkty zgromadzone w ciągu dwóch sezonów. Po jednym sezonie przerwy Omagh Town ponownie awansowało, zajmując drugie miejsce za Ballymeną w pierwszej lidze.
Po przegranej w półfinale Pucharu Irlandii w sezonie 1997/98, problemy finansowe wymusiły odejście większości kluczowych zawodników zespołu. Spowodowało to spadek w sezonie 1998/99. Jednak wspaniały sezon 1999/2000 w drugiej lidze sprawił, że Omagh pod wodzą Roya McCreadie powróciło do Premiership. Omagh pozostało w Premier Divison przez następne dwa lata, zajmując odpowiednio 9. i 10. miejsce. Po odejściu Roya McCreadie tymczasowymi menadżerami zespołu byli Frankie Wilson i Eamon Kavanagh. Ostatecznie trenerem zespołu został Johnny Speak, była gwiazda Derry City. Nie udało mu się zadomowić w roli i chociaż poprowadził Town do kolejnego półfinału Pucharu Irlandii (kolejna porażka), został zastąpiony przez Paula Kee i Johna Cunninghama.
Od sezonu 2000/01 Omagh Town grało w Premier Division, ale nadal zmagało się z problemami finansowymi i słabą frekwencją na trybunach. Ostatecznie po sezonie 2004/05 drużyna spadła z ligi. 7 czerwca 2005 roku klub ogłosił upadłość po nieudanej próbie przezwyciężenia problemów finansowych.

## Europejskie puchary
Legenda do wszystkich tabel:
- Q – runda eliminacyjna, 1/16, 1/8, 1/4, 1/2 – odpowiednia faza rozgrywek, Grupa – runda grupowa, 1r gr – pierwsza runda grupowa, 2r gr – druga runda grupowa, F – finał, R – runda, PO – play-off
- k. – rzuty karne, los. – losowanie, Dogr. – dogrywka, w. – zasada bramek strzelonych na wyjeździe

| Sezon | Rozgrywki        | Runda | Przeciwnik          | Dom | Wyjazd | Ogólnie |
| ----- | ---------------- | ----- | ------------------- | --- | ------ | ------- |
| 1998  | Puchar Intertoto | 1R    | MŠK Rimavská Sobota | 2–2 | 0–1    | 2–3     |
| 2003  | Puchar Intertoto | 1R    | Szachcior Soligorsk | 1–7 | 0–1    | 1–8     |

## Sukcesy
- Floodlit Cup: 1
  - 1991/92
- Irish League First Division: 1
  - 1999/2000
- North West Senior Cup: 6
  - 1990–91, 1992–93, 1995–96, 1996–97, 1999–00, 2000–01
- Irish News Cup: 1
  - 1997–98